# 板油布丁
板油布丁（Suet pudding）是一種用水煮、蒸或烤的布丁；英國人稱的「布丁」，是指「甜點」或「甜味菜餚」。成份有：麵粉和板油（牛、羊或固態植物油），通常會加麵包屑、葡萄乾等果乾、糖漬水果和香料。
許多變化菜色都與英國飲食關係密切。食譜配方各異，從甜到鹹都有。雖然有些布丁用烤的，也有專為微波爐設計的食譜，但通常板油布丁都用水煮或蒸製。
斑點布丁（spotted dick）、 聖誕布丁、 糖漿布丁（treacle pudding）、破衣布丁（clootie）、果醬布丁（jam roly-poly）等，族繁不及備載。鹹味的板油布丁有兔肉、雞肉、野禽口味，還有牛排腰子布丁。
索賽克斯池塘布丁（Sussex pond pudding）和 佩恩頓布丁（Paignton pudding）都是在地化的板油布丁變種。

## 歷史

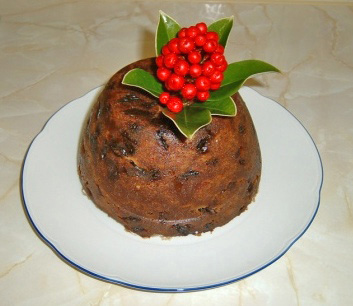
聖誕布丁

板油布丁的歷史至少可以追溯至18世紀初期；1714年，瑪麗·凱特比（ Mary Kettilby）著的《 A Collection of above Three Hundred Receipts in Cookery, Physick and Surgery 》紀載了一份「完美的聖誕布丁」食譜：『要用「一磅板油，削成小塊後過篩 」，加葡萄乾、麵粉、糖、蛋和少許鹽；「至少煮四小時」。』
肉類菜餚演變成聖誕布丁。而板油布丁源自羅馬時代的濃湯（pottage），一種含肉和蔬菜的燉菜；添加了果乾、糖、香料的食材用大釜慢燉。15世紀的李子濃湯（Plum pottage）是一道有肉類、蔬菜和水果的前菜。
取自哺乳動物腎臟周圍的油脂「板油」和麵粉混合製成板油布丁。「布丁」在英國是指使用上述麵皮製作的甜、鹹菜餚。

## 文化
喬治·歐威爾在1947寫的的散文《這，這就是快樂》，描述了他悲慘的預備學校回憶：聖賽普利安預備學校（St Cyprian's School）把沒加糖又難以下嚥的板油布丁當前菜，「讓小孩吃少一點」以節省經費。
但他在1941年的散文《英格蘭，您的英格蘭》對板油布丁的描述就比較友善了：
「In left-wing circles it is always felt that there is something slightly disgraceful in being an Englishman and that it is a duty to snigger at every English institution, from horse racing to suet puddings.」